# Lista de vulcões do Azerbaijão
Esta é uma lista de vulcões ativos ou extintos do Azerbaijão.
| Nome         | Elevação | Elevação | Localização         | Última erupção     |
| Nome         | metros   | pés      | Coordenadas         | Última erupção     |
| Böyük İşıqlı | 3,552    | 11,653   | 39º58'0 N 46º17'0 E | Desconhecido       |
| Axarbaxar    | 2,800    | 9,186    | 40º1'0' N 45º47'0 E | 778 ac ± 5 anos    |
| Qarqar       | 3,000    | 9,842    | 35º44'0 N 46º1'0 E  | 3000 ac ± 300 anos |